# Neukirchen vorm Wald

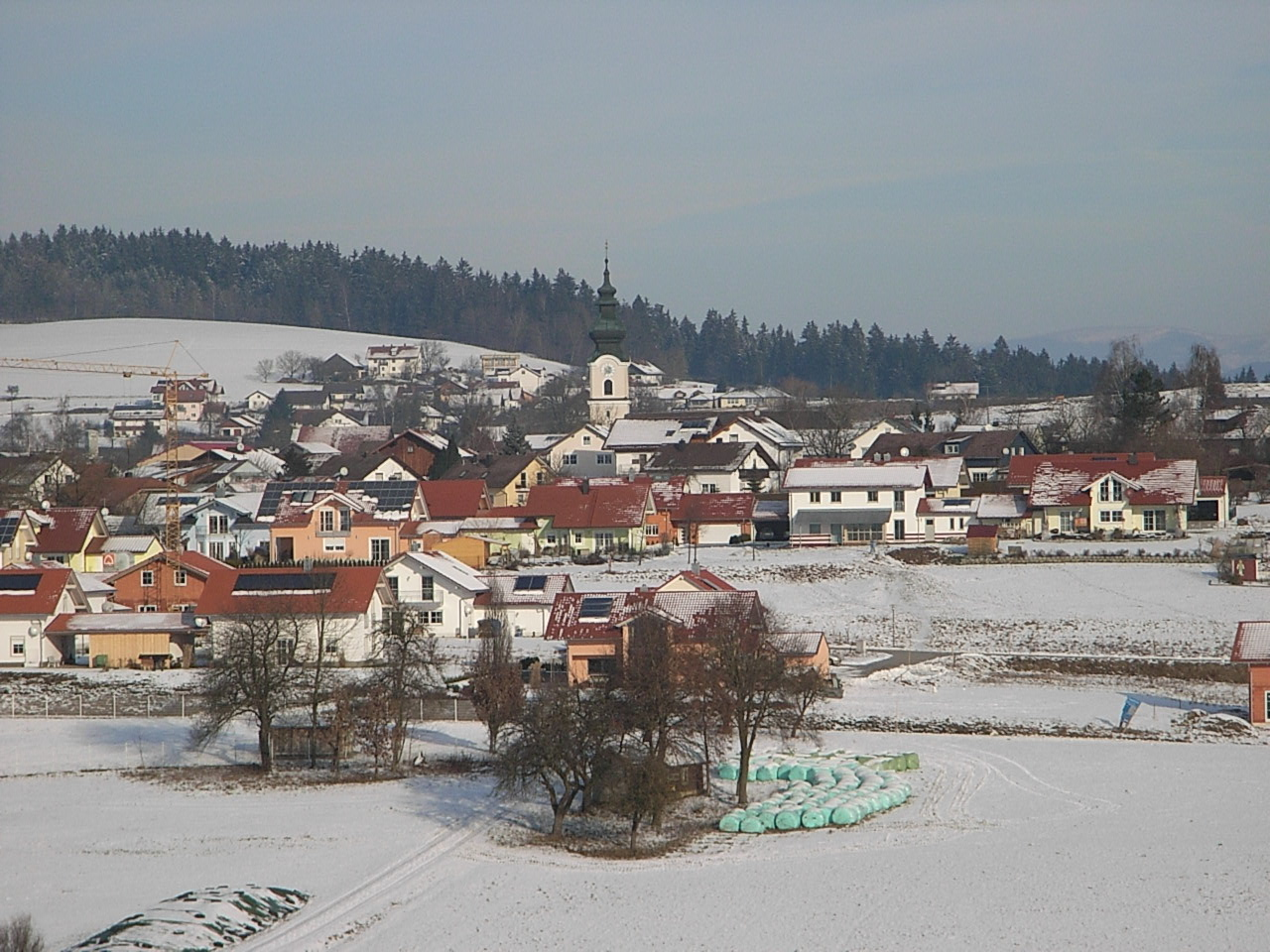
Neukirchen vorm Wald

Neukirchen vorm Wald ist eine Gemeinde im niederbayerischen Landkreis Passau.

## Geografie

### Geografische Lage
Der Ort Neukirchen vorm Wald liegt in der Region Donau-Wald westlich der Ilz und rund 16 km nördlich von Passau, 24 km südlich von Grafenau und zehn Kilometer östlich der Bundesautobahn 3 (Ausfahrt Aicha vorm Wald), die über einen Autobahnzubringer erreicht wird. In Gegenrichtung führt diese Strecke zur B 12 und somit weiter nach Waldkirchen (20 km) oder Freyung (30 km).

### Nachbargemeinden
- Tittling
- Witzmannsberg
- Hutthurm
- Ruderting
- Aicha vorm Wald
- Fürstenstein
- Tiefenbach

### Gemeindegliederung
Die Gemeinde Neukirchen vorm Wald hat 41 Gemeindeteile:
- Büchl
- Dettenbachhof
- Döttlmühle
- Ferzing
- Feuerschwendt
- Fratzendorf
- Friebersdorf
- Geierhof
- Geiermühle
- Götzendorf
- Grubhof
- Gstöcket
- Haag
- Höherberg
- Hötzendorf
- Klessing
- Kolomann
- Loosing
- Möging
- Neppersdorf
- Neukirchen vorm Wald
- Niesberg
- Pilling
- Pirking
- Renning
- Richting
- Saag
- Sanzing
- Sickenthal
- Stallham
- Steinhof
- Stelzmühle
- Streifing
- Vocking
- Waldenreut
- Waldenreuthermühle
- Watzing
- Weg
- Weiding
- Weisching
- Witzling

Es gibt nur die Gemarkung Neukirchen vorm Wald.

## Geschichte

### Bis zur Gemeindegründung
Der Ortsname geht wahrscheinlich auf den Neubau einer Kirche nach den Ungarneinfällen um etwa 1000 zurück. Ursprünglich eine Filiale von Tiefenbach, nach anderer Auffassung von Aicha vorm Wald, wurde Neukirchen später Pfarrei. Darauf lassen die Zeugenschaft eines Pfarrers Sopo von Neukirchen in den Jahren 1158 und 1214 und das Zeugnis eines Pfarrers Gebolf oder Gewolf von Neukirchen aus dem Jahr 1249 schließen. Erstmals als Pfarrei beurkundet wurde Neukirchen im Jahr 1417.
Das Patronatsrecht über diese Pfarrei hatte der Bischof von Passau. Neukirchen gehörte zum Herzogtum Bayern, welches die Schutzherrschaft 1330 den Grafen von Schwarzenstein zu Englburg und ab 1617 den Grafen von Taufkirchen zu Englburg übertrug. Mehrere Schwarzensteiner sind in der Pfarrkirche bestattet. 1634 wütete die Pest in der Hofmark Neukirchen.
Neukirchen vorm Wald gehörte zum Rentamt Landshut und zum Landgericht Vilshofen des Kurfürstentums Bayern. Die katholische Pfarrkirche St. Martin wird als „Mutterkirche des Dreiburgenlandes“ bezeichnet.
Die politische Gemeinde in der jetzigen Form entstand durch die Verwaltungsreform im Jahr 1818.

### 19. und 20. Jahrhundert
Das erste Schulhaus wurde 1829 erbaut, das heutige im Jahr 1960. Das Rathaus wurde 1965 errichtet.

### Einwohnerentwicklung
Im Zeitraum 1988 bis 2018 wuchs die Gemeinde von 2084 auf 2857 um 773 Einwohner bzw. um 37,1 %.
| Jahr | Einwohner |
| ---- | --------- |
| 1970 | 1962      |
| 1987 | 2071      |
| 1991 | 2372      |
| 1995 | 2567      |
| 2000 | 2723      |
| 2005 | 2739      |
| 2010 | 2677      |
| 2015 | 2748      |
| 2018 | 2857      |
| 2019 | 2901      |
| 2023 | 3053      |

## Politik
- CSU: 6
- ÜW: 4
- SPD: 4

### Gemeinderat
Bei der Kommunalwahl vom 15. März 2020 haben von den 2355 stimmberechtigten Einwohnern in der Gemeinde Neukirchen vorm Wald, 1527 von ihrem Wahlrecht Gebrauch gemacht, womit die Wahlbeteiligung bei 64,84 % lag.

### Bürgermeister
- 2014–2020: Georg Steinhofer (SPD)
- 2020–0000: Erwin Braumandl (CSU)[7]

Seit 2020 ist Erwin Braumandl (CSU) Bürgermeister. In der Stichwahl zu den Kommunalwahlen in Bayern 2020 setzte er sich am 29. März 2020 mit 52,7 Prozent gegen Johann Steinhofer (ÜW) durch.

## Wappen
| Wappen von Neukirchen vorm Wald | Blasonierung: „Über blauem Schildfuß eine eingeschweifte silberne Spitze, belegt mit einem aus dem unteren Schildrand wachsenden silbernen barocken Kirchturm mit schwarzem Dach, vorne in Rot eine silberne heraldische Rose, hinten geteilt von Rot und Blau, oben ein silberner Pfahl.“ |
| Wappen von Neukirchen vorm Wald | Wappenführung seit 1987 |

## Wirtschaft und Infrastruktur

### Wirtschaft einschließlich Land- und Forstwirtschaft
2017 gab es in der Gemeinde 662 sozialversicherungspflichtige Arbeitsplätze. Von der Wohnbevölkerung standen 1262 Personen in einem versicherungspflichtigen Beschäftigungsverhältnis. Damit war die Zahl der Auspendler um genau 600 Personen größer als die der Einpendler. 57 Einwohner waren arbeitslos. 2016 gab es 42 landwirtschaftliche Betriebe; 1100 Hektar der Gemeindefläche waren landwirtschaftlich genutzt.

### Verkehr
Die Bundesstraße 85 führt als Ortsumfahrung an Neukirchen vorm Wald vorbei.

### Bildung
Es gibt folgende Einrichtungen (Stand: 2018):
- eine Kindertageseinrichtung mit 112 genehmigten Plätzen und 104 Kindern
- eine Volksschule mit vier Klassen, fünf Lehrern und 91 Schülern

## Persönlichkeiten
- Oskar Siebert (1923–2009), Musiker und Komponist